# Feketedő pöfeteg
A feketedő pöfeteg (Bovista nigrescens) a csiperkefélék családjába tartozó, Európában honos, hegyvidéki erdőkben, réteken élő, ehető gombafaj.

## Megjelenése
A feketedő pöfeteg termőteste 3-6 cm átmérőjű, nagyjából gömb alakú. Fiatalon színe fehéres. Külső burkának felülete sima vagy finoman korpás, törékeny; éretten a belső burokra rászárad vagy fokozatosan lehámlik róla. A belső burok vastag, éretten barnásfekete vagy fekete, fénylő. A talajhoz egy micéliumzsinór köti, amely idős korban elszakad és a termőtest szabadon gurulhat a földön, elősegítve a spórák szétszóródását.  
Húsa (gleba) fiatalon puha, fehéres. Később a spórák érésével szivacsos állagú, okkeres lesz, majd elfolyósodó, olívzöldes, éretten pedig sötétbarna, lilásbarna. Szaga és íze nem jellegzetes.
Spórapora barna. Spórája tojásdad, nagyjából sima, hosszú, szemölcsös nyéllel. Mérete 4,5–6 µm.

### Hasonló fajok
A szürke pöfeteg némileg kisebb, ólomszürke és elsősorban síkvidéken, füves területeken nő. A bronzos pöfeteg belső burka vékonyabb, bronzosan fénylő, spóranyele görbült.

## Elterjedése és termőhelye
Európában honos, inkább északon és nyugaton gyakoribb. Magyarországon ritka.   
Lomb- és fenyőerdőben, erdőszélen, erdei tisztásokon él, inkább hegyvidéken. Júniustól októberig terem. 
Fiatalon ehető, de nem túl ízletes gomba.   

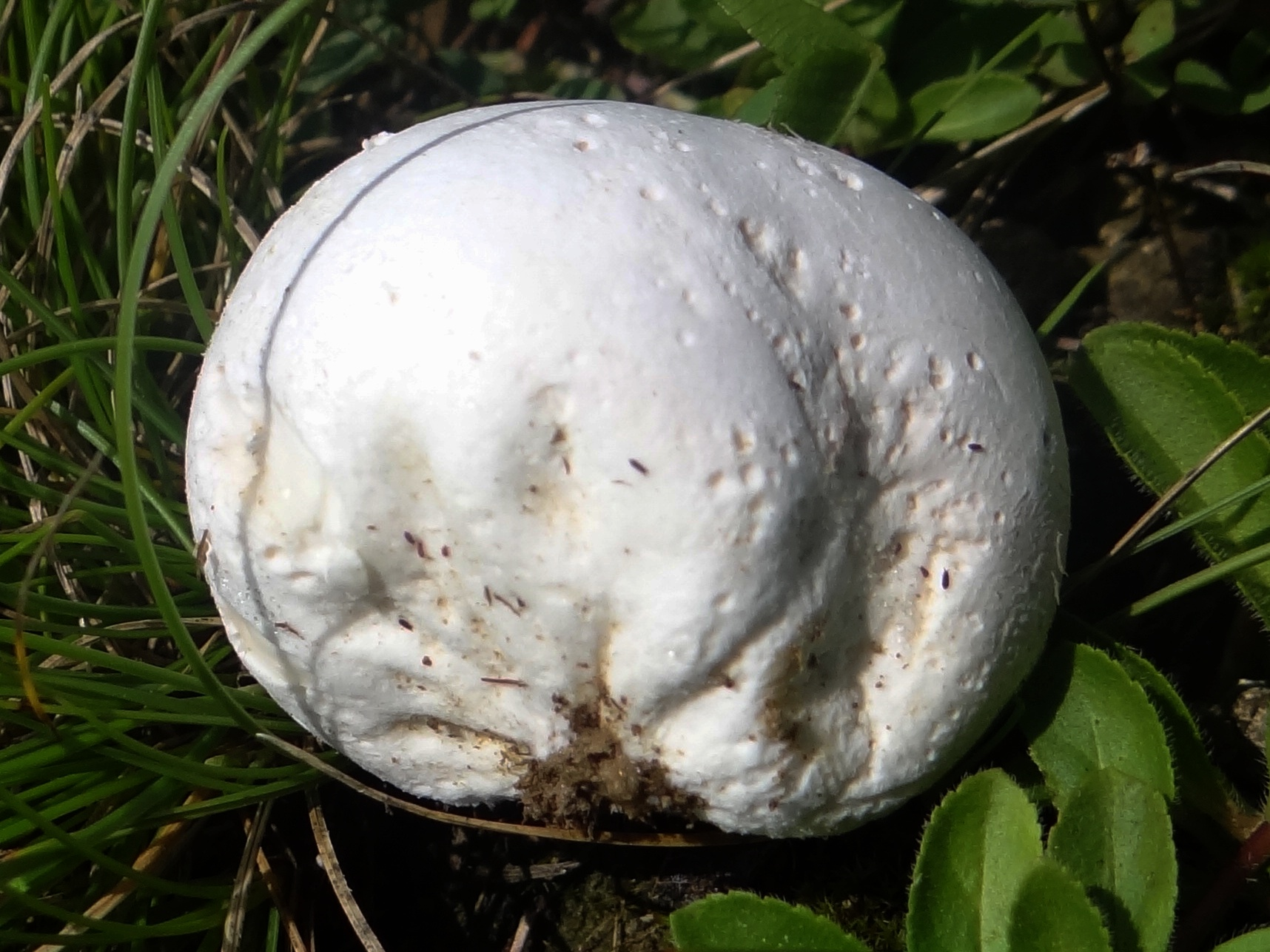
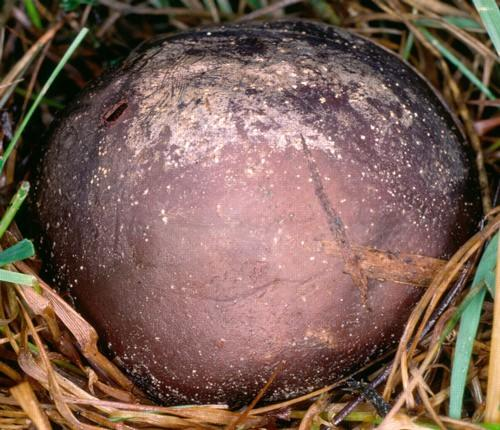
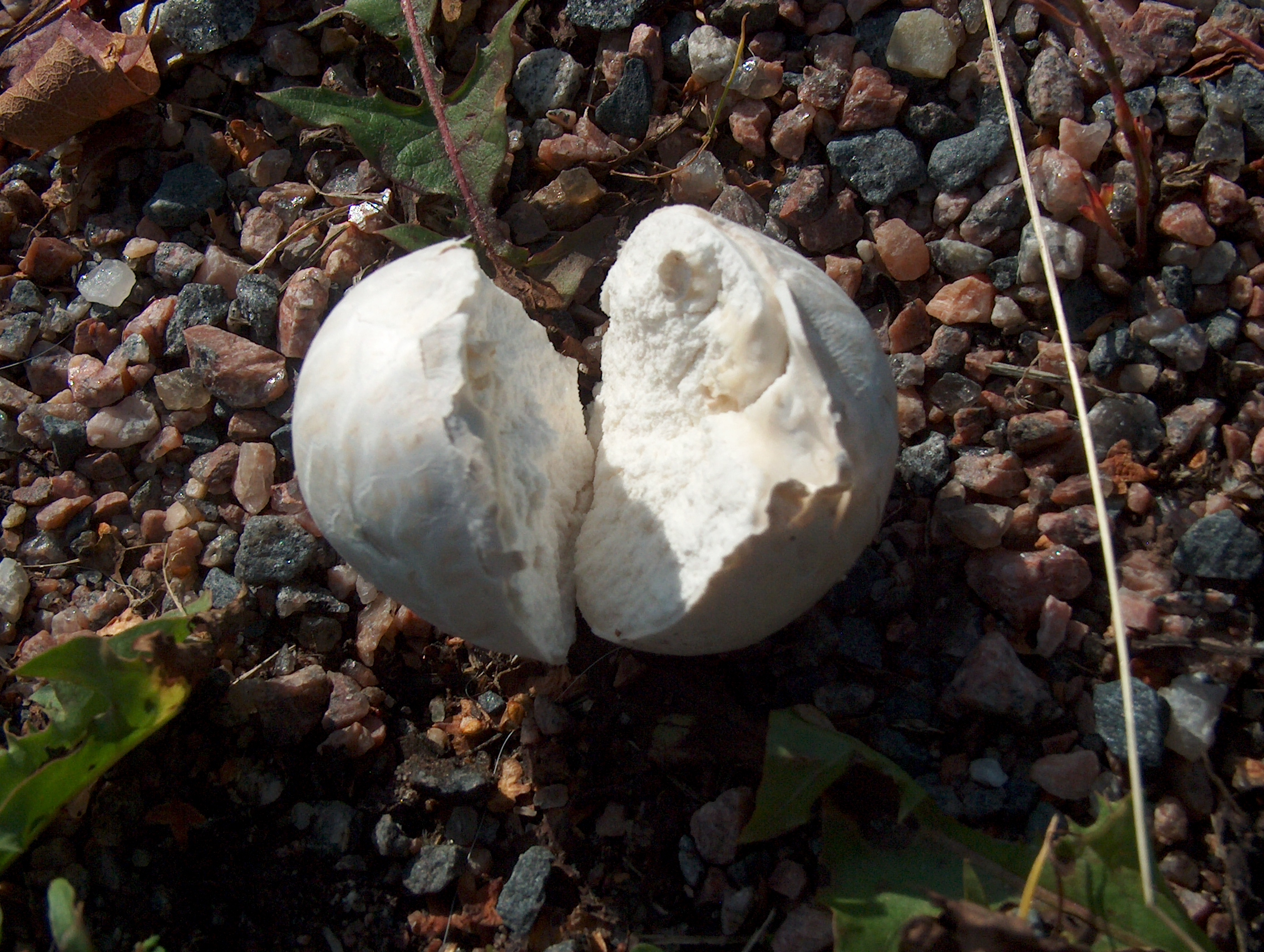
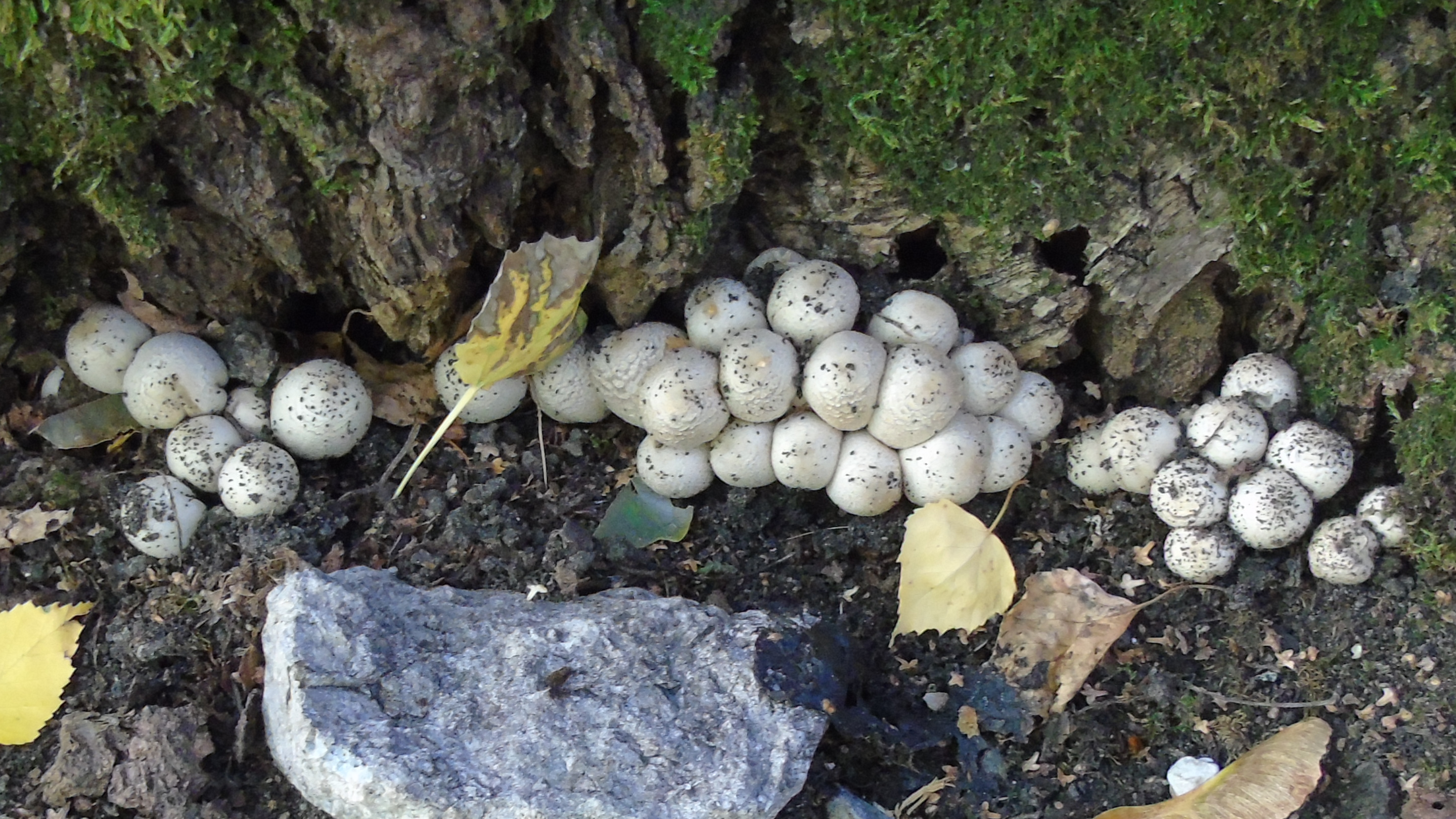
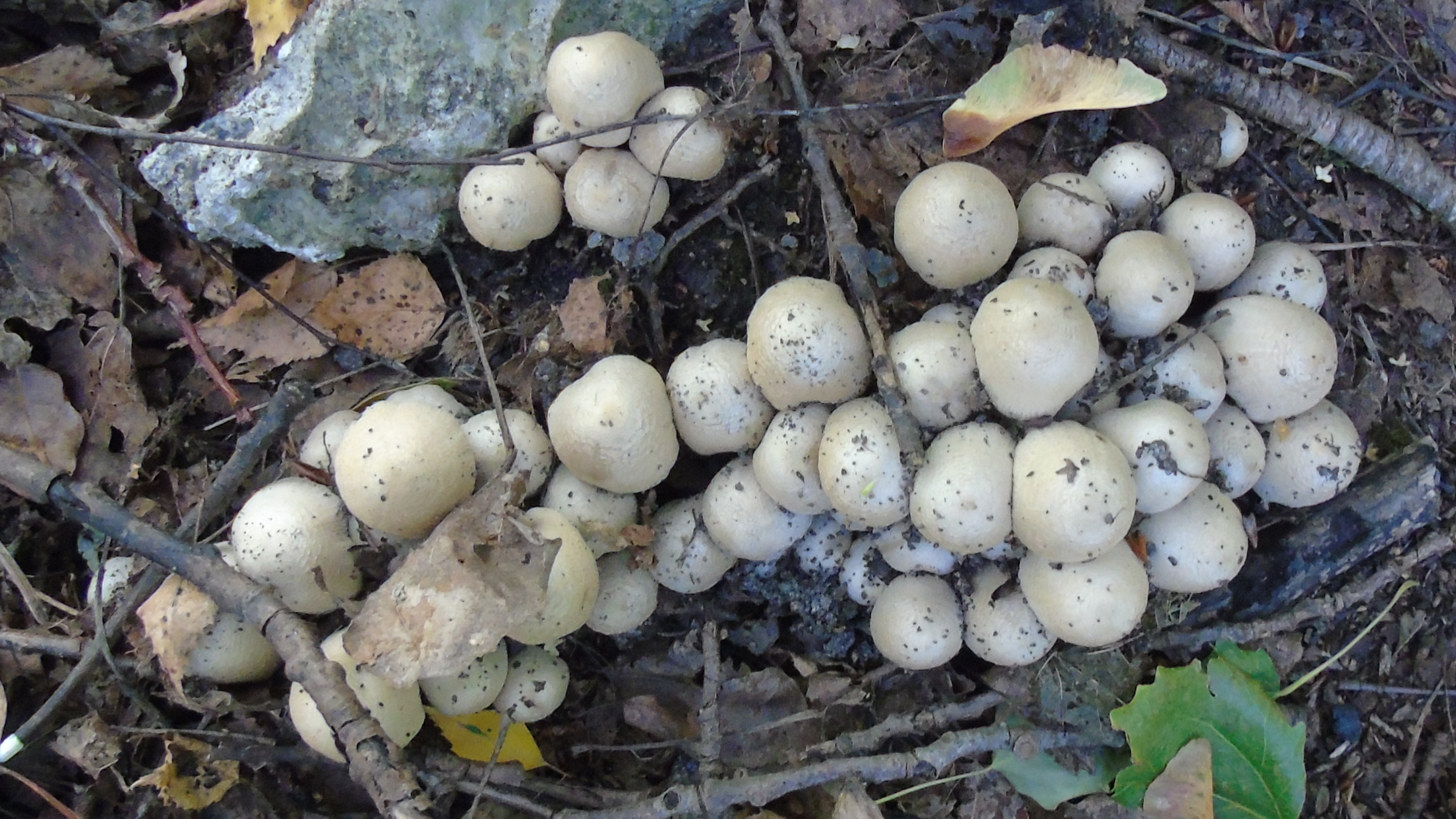